# Batalha de Ramla (1102)
A segunda Batalha de Ramla (ou Ramleh) aconteceu a 17 de Maio de 1102 entre os Cruzados do Reino de Jerusalém e o Califado Fatímida.